# Кубок Польської футбольної ліги 1999—2000
Кубок Польської Ліги 1999—2000 — 4-й розіграш Кубка Екстракляси. У змаганні брали участь 16 команд. Титул вперше здобула Полонія (Варшава).

## Календар
| Раунд      | Дата                          | Матчі | Клуби  |
| ---------- | ----------------------------- | ----- | ------ |
| 1/8 фіналу | 1-2/4-5 вересня 1999          | 16    | 16 → 8 |
| 1/4 фіналу | 5-6/8-10 жовтня 1999          | 8     | 8 → 4  |
| 1/2 фіналу | 21-22 березня/4-5 квітня 2000 | 4     | 4 → 2  |
| Фінал      | 25 квітня 2000                | 1     | 2 → 1  |

## 1/8 фіналу
| Команда 1                              | Заг.    | Команда 2                   | 1-й матч | 2-й матч |
| -------------------------------------- | ------- | --------------------------- | -------- | -------- |
| 1/4 вересня 1999                       |         |                             |          |          |
| ЛКС (Лодзь)                            | 3:0     | Аміка (Вронкі)              | 3:0      | 0:0      |
| Дискоболія (Гродзиськ-Великопольський) | 1:7     | Гурник (Забже)              | 1:3      | 0:4      |
| Погонь (Щецин)                         | 5:4     | Лех (Познань)               | 3:2      | 2:2      |
| Рух (Хожув)                            | 0:2     | Легія (Варшава)             | 0:0      | 0:2      |
| 1/5 вересня 1999                       |         |                             |          |          |
| Стоміл (Ольштин)                       | 3:3 (ч) | Полонія (Варшава)           | 2:3      | 1:0      |
| 2/5 вересня 1999                       |         |                             |          |          |
| Петро (Плоцьк)                         | 6:4     | Заглембє (Любін)            | 4:2      | 2:2      |
| Вісла (Краків)                         | 3:1     | Рух (Радзьонкув)            | 2:0      | 1:1      |
| Відзев (Лодзь)                         | 0:1     | Одра (Водзіслав-Шльонський) | 0:0      | 0:1      |

## 1/4 фіналу
| Команда 1                   | Заг. | Команда 2       | 1-й матч | 2-й матч |
| --------------------------- | ---- | --------------- | -------- | -------- |
| 5/8 жовтня 1999             |      |                 |          |          |
| Одра (Водзіслав-Шльонський) | 4:2  | Гурник (Забже)  | 1:1      | 3:1      |
| 5/10 жовтня 1999            |      |                 |          |          |
| Полонія (Варшава)           | 5:2  | Вісла (Краків)  | 3:0      | 2:2      |
| 6/9 жовтня 1999             |      |                 |          |          |
| Петро (Плоцьк)              | 0:3  | Погонь (Щецин)  | 0:2      | 0:1      |
| 6/10 жовтня 1999            |      |                 |          |          |
| ЛКС (Лодзь)                 | 2:3  | Легія (Варшава) | 1:1      | 1:2      |

## 1/2 фіналу
| Команда 1                   | Заг. | Команда 2         | 1-й матч | 2-й матч |
| --------------------------- | ---- | ----------------- | -------- | -------- |
| 21 березня/5 квітня 2000    |      |                   |          |          |
| Одра (Водзіслав-Шльонський) | 0:4  | Полонія (Варшава) | 0:0      | 0:4      |
| 22 березня/4 квітня 2000    |      |                   |          |          |
| Легія (Варшава)             | 5:1  | Погонь (Щецин)    | 4:0      | 1:1      |

## Фінал
| 25 квітня 2000 |

| Легія (Варшава)         | 1:2      | Полонія (Варшава)          |
| ----------------------- | -------- | -------------------------- |
| Черешевський 38' (пен.) | Протокол | Голашевський 34' Болдт 90' |

| Стадіон Війська Польського, Варшава Глядачів: 9 000 Арбітр: Анджей Чижневський |